# Adonisea intrabilis
Adonisea intrabilis är en fjärilsart som beskrevs av Smith 1893. Adonisea intrabilis ingår i släktet Adonisea och familjen nattflyn. Inga underarter finns listade i Catalogue of Life.